# Sigfried De Laet
Sigfried Jan Leo De Laet (Gent, 15 juni 1914 - Melle, 13 mei 1999) was een Belgisch archeoloog en hoogleraar aan de Rijksuniversiteit Gent.

## Biografie
Sigfried De Laet promoveerde in 1937 tot doctor in de klassieke filologie aan de Rijksuniversiteit Gent. Nadien ging hij aan de slag bij het Koninklijk Atheneum in Aalst en als assistent bij het Nationaal Fonds voor Wetenschappelijk Onderzoek. Aan de Gentse universiteit werd hij in 1943 assistent, in 1947 docent en in 1951 gewoon hoogleraar. In 1966 werd De Laet titularis van de leerstoel voor de archeologie in West-Europa. Hij was ook directeur van de opgravingsdienst en conservator van het Oudheidkundig Museum. Hij ging met emeritaat in 1984.
In 1947 volgde hij Hubert Van de Weerd op als secretaris van het tijdschrift L'Antiquité Classique. Hij was stichter van het tijdschrift Helinium, een voortzetting van jaarlijkse kronieken van opgravingen in België die hij schreef. Samen met leden van de Academia Belgica in Rome deed De Laet opgravingen in onder meer Alba Fucens en Ordona. Zijn standaardwerk Archeologie en haar problemen verscheen in acht talen.
De Laet was ook:
- erelid en voorzitter van de Koninklijke Academie voor Wetenschappen, Letteren en Schone Kunsten
- voorzitter van de raad van de Academia Belgica
- secretaris-generaal en Belgisch vertegenwoordiger van de Internationale Unie voor Prehistorische en Protohistorische Wetenschappen
- voorzitter van het comité Archeologie van de European Science Foundation
- penningmeester van de International Council for Philosophy and Humanistic Studies van UNESCO
- erevoorzitter van de Maatschappij voor Geschiedenis en Oudheidkunde te Gent
- gewoon lid van het Deutsches Archäologisches Institut
- briefwisselend lid van het Jysk Arkæologisk Selskab
- briefwisselend lid van het Schweizerische Gesellschaft für Urgeschichte
- lid van de Maatschappij der Nederlandse Letterkunde
- lid van het 'Istituto Italiano di Preistoria e Protostoria
- lid van het Provinciaal Raadgevend Comité voor Oudheidkundige Opgravingen van Oost-Vlaanderen
- voorzitter van het comité van de 4e sectie en lid van het comité van toezicht van de Koninklijke Musea voor Kunst en Geschiedenis in Brussel
- lid van de raadgevende commissie van het Vleeshuis en het Brouwershuis in Antwerpen
- voorzitter van het Nationaal Centrum voor Oudheidkundige Navorsingen